# Michael Norman
Michael Norman, Jr. (ur. 3 grudnia 1997 w San Diego) – amerykański lekkoatleta specjalizujący się w biegach sprinterskich.
W 2016 w Bydgoszczy zdobywał dwa złote medale mistrzostw świata juniorów – w biegu na 200 metrów oraz w sztafecie 4 × 100 metrów. W 2021 był czwarty w biegu na 400 metrów podczas igrzysk olimpijskich w Tokio, a wraz z kolegami z reprezentacji zdobył złoto w sztafecie 4 × 400 metrów. W 2022 został w Eugene mistrzem świata na dystansie 400 metrów.
Wielokrotny złoty medalista mistrzostw NCAA.
Rekordy życiowe: bieg na 100 metrów – 9,86 (20 lipca 2020, Fort Worth); bieg na 200 metrów – 19,70 (6 czerwca 2019, Rzym); bieg na 400 metrów (stadion) – 43,45 (20 kwietnia 2019, Torrance) 4. wynik w historii światowej lekkoatletyki (jako drugi w historii, po Wayde van Niekerku uzyskał rekordy życiowe poniżej 10 sekund na dystansie 100 metrów, 20 sekund na 200 metrów oraz 44 sekund na 400 metrów); bieg na 400 metrów (hala) – 44,52 (10 marca 2018, College Station) wynik lepszy od rekordu świata, rekord Ameryki Północnej.

## Osiągnięcia
| Rok  | Impreza                     | Miejsce   | Konkurencja             | Lokata     | Wynik   |
| ---- | --------------------------- | --------- | ----------------------- | ---------- | ------- |
| 2016 | Mistrzostwa świata juniorów | Bydgoszcz | bieg na 200 metrów      | 1. miejsce | 20,17   |
| 2016 | Mistrzostwa świata juniorów | Bydgoszcz | sztafeta 4 × 100 metrów | 1. miejsce | 38,93   |
| 2019 | Mistrzostwa świata          | Doha      | bieg na 400 metrów      | półfinał   | 45,94   |
| 2021 | Igrzyska olimpijskie        | Tokio     | bieg na 400 metrów      | 5. miejsce | 44,31   |
| 2021 | Igrzyska olimpijskie        | Tokio     | sztafeta 4 × 400 metrów | 1. miejsce | 2:55,70 |
| 2022 | Mistrzostwa świata          | Eugene    | bieg na 400 metrów      | 1. miejsce | 44,29   |
| 2022 | Mistrzostwa świata          | Eugene    | sztafeta 4 × 400 metrów | 1. miejsce | 2:56,17 |
| 2024 | Igrzyska olimpijskie        | Paryż     | bieg na 400 metrów      | 8. miejsce | 45,62   |